# Resolució 179 del Consell de Seguretat de les Nacions Unides
La Resolució 179 del Consell de Seguretat de les Nacions Unides, va ser aprovada l'11 de juny de 1963. Les parts directament afectades per la situació al Iemen van acordar deslligar-se i els governs de l'Aràbia Saudita i la República Àrab Unida van acordar pagar les despeses d'una missió d'observadors de l'ONU durant 2 mesos. El Consell va instar a les parts a que observessin els termes de desvinculació i van demanar al Secretari General de les Nacions Unides que estableixi l'operació d'observació tal com va definir i que informés al Consell sobre l'aplicació de la resolució.
La resolució es va aprovar amb deu vots; la Unió Soviètica es va abstenir.